# Følelseshistorie
Følelseshistorie er et forholdsvist nyt forskningsområde inden for historiefaget, som er i stor vækst. Følelseshistorie sporer og analyserer ændringer af normer og regler for følelser i tidligere tiders samfund. Dokumenter som private breve, journaler, selvbiografier og erindringer er oplagte historiske kilder i følelseshistorie. Eksempler på forskellige emner som kan indgå i følelseshistorie er kærlighed, vrede, misundelse, melankoli og skam.